# چارلز رنوویه
چارلز برنارد رنوویه (به فرانسوی: Charles Bernard Renouvier‎)‏ (فرانسوی: [ʁənuvje]؛ ۱ ژانویه ۱۸۱۵–۱ سپتمبر ۱۹۰۳ میلادی)، فیلسوفی فرانسوی بود. او خود را «سویدنبرگ تاریخ» می‌دانست که به دنبال به‌روزرسانی لیبرالیسم کانتی و فردگرایی برای واقعیات اجتماعی-اقتصادی اواخر قرن نوزدهم میلادی بود و روش جامعه‌شناسی امیل دورکیم را تحت تأثیر قرار داد.

## زندگی
رنوویر در مون‌پلیه متولد شد و در پاریس در مدرسه پلی‌تکنیک تحصیل کرد. او علاقه اولیه‌ای به سیاست داشت، اما هیچگاه در پست‌های دولتی مشغول به کار نبود و زمان خود را صرف نوشتن به دور از انظار عمومی کرد.

## فلسفه
رنوویر اولین فیلسوف فرانسوی پس از نیکولا مالبرانش بود که یک سیستم ایده‌آلیستی کامل را تدوین کرده و تأثیر بسزایی در توسعه تفکر فرانسوی داشت. همان‌طور که اصطلاح برگزیده او «نقد نو» نشان می‌دهد، سیستم او بر اساس امانوئل کانت استوار است، اما این یک تحول است تا ادامه مکتب کانتیسم.
دو ایده پیشرو عبارتند از: خوش نداشتن «غیرقابل‌شناختنی‌ها» در همه اشکال آن و اتکا به اعتبار تجربه شخصی. اولی معلول پذیرش پدیده‌گرایی کانت از سوی رنوویر همراه با رد شیء به ما هو شیء است. همچنین، جدل او از یک سو علیه یک روح اساسی، یک مطلق بودایی و یک ماده معنوی نامحدود است و از سوی دیگر در برابر مواد نه چندان اسرارآمیز یا زیر لایه‌ای پویا که توسط آن یگانه‌انگاری طبیعت‌گرا، جهان را توضیح می‌دهد. او معتقد است که هیچ چیز وجود ندارد مگر نمودهایی که صرفاً حسی نبوده و به اندازه جنبه ذهنی، جنبه عینی نیز دارند. برای توضیح سازماندهی صوری تجارب ما، رنوویر نسخه اصلاح شده‌ای از دسته‌بندی‌های کانتی را اقتباس می‌کند.
تأکید بر اعتبار تجربه شخصی، باعث می‌شود که رنوویر در برخورد با اراده به تفاوت واضح‌تری از کانت برسد. به گفته وی، آزادی در معنای بسیار وسیع‌تری نسبت به فلسفه کانت، ویژگی اساسی انسان است. آزادی بشر یک حوزه وابسته به پدیده است، نه در یک سپهر نومنی خیالی. اعتقاد صرفاً پیرو خرد نیست، بلکه به وسیلهٔ اراده‌ای تعیین می‌شود که از نظر اخلاقی خوب را از بد را متمایز می‌کند.
رنوویر در دیدگاه‌های مذهبی خود شباهت قابل توجهی با گوتفرید لایبنتیس دارد. او معتقد است که ما به‌طور عقلانی در تأیید جاودانگی انسان و وجود خدای محدودی که بر روح مردم حاکمیت می‌کند اما مستبد نیست، توجیه شده‌ایم. او با این وجود آتئیسم را بر اعتقاد به خدایی نامتناهی ترجیح می‌دهد.
خوش نداشتن غیرقابل‌شناخت از سوی رنوویر، او را بر آن داشت تا در برابر مفهوم بی‌نهایت بالفعل بایستد. او معتقد بود که کل بی‌نهایت به چیزی ناقص اشاره دارد. اگر کسی شروع به شمارش کند، «یک، دو، سه …» هرگز به «بی‌نهایت» نمی‌رسد! از دیدگاه نقد نو، بی‌نهایت یک مفهوم ذهنی است و هرگز یک واقعیت نیست.
رنوویر تأثیر مهمی بر تفکرات روانشناس و فیلسوف آمریکایی ویلیام جیمز داشت. جیمز نوشت: «اما با توجه به تأثیر قاطعی که در دهه ۱۸۷۰ میلادی با حمایت استادانه‌اش از تکثرگرایی روی من ایجاد کرد، شاید [بدون او] هرگز از خرافات گسترده‌ای که تحت آن بزرگ شده بودم، رهایی پیدا نمی‌کردم.»

## آثار
- Essais de critique générale (1854–64)
- Science de la morale[۷] (1869)
- Uchronie (1876)
- Comment je suis arrivé à cette conclusion (1885)
- Esquisse d'une classification systématique des doctrines philosophiques (1885–86)
- Philosophie analytique de l'histoire (1896–97)
- La Nouvelle Monadologie (1899)
- Histoire et solution des problèmes métaphysiques (1901)
- Victor Hugo: Le Poète (1893)
- Victor Hugo: Le Philosophe (1900)
- Les Dilemmes de la métaphysique pure[۷] (1901)
- Le Personnalisme (1903)
- Critique de la doctrine de Kant[۷] (1906)